# Gamlebygymnasiet
Gamlebygymnasiet är ett naturbruksgymnasium beläget i Gamleby. Det är en friskola som drivs av hushållningssällskapet.
Skolan är en internatskola med cirka 215 elever. Skolan erbjuder olika linjer inom naturbruksprogrammet:
- Hund
- Djurvård
- Djursjukvård
- Florist
- Häst- och ridsport
- Lantbruk - Lantbruk
- Lantbruk - Entreprenad

Höstterminen 2017 startar även Bygg- och anläggningsprogrammet på skolan med inriktning anläggningsfordon.
Skolan har tillgång till stall och ridhus för hästar, ladugård med mjölkkor och grisar och djurvårdshus med gnagare och reptiler. I det nybyggda djurvårdshuset finns det plats för fåglar och lättare veterinärvård av djur. På skolan finns även alpackor, gäss, höns, getter och tamkaniner. Det finns många traktorer, både nya och gamla modeller, och även redskap till traktorerna. Det finns tillgång till både växthus och markodling. 
Vartannat år så anordnas Grönt Veckoslut då skolans elever får visa upp hela skolan.